# Joachim Knollmann

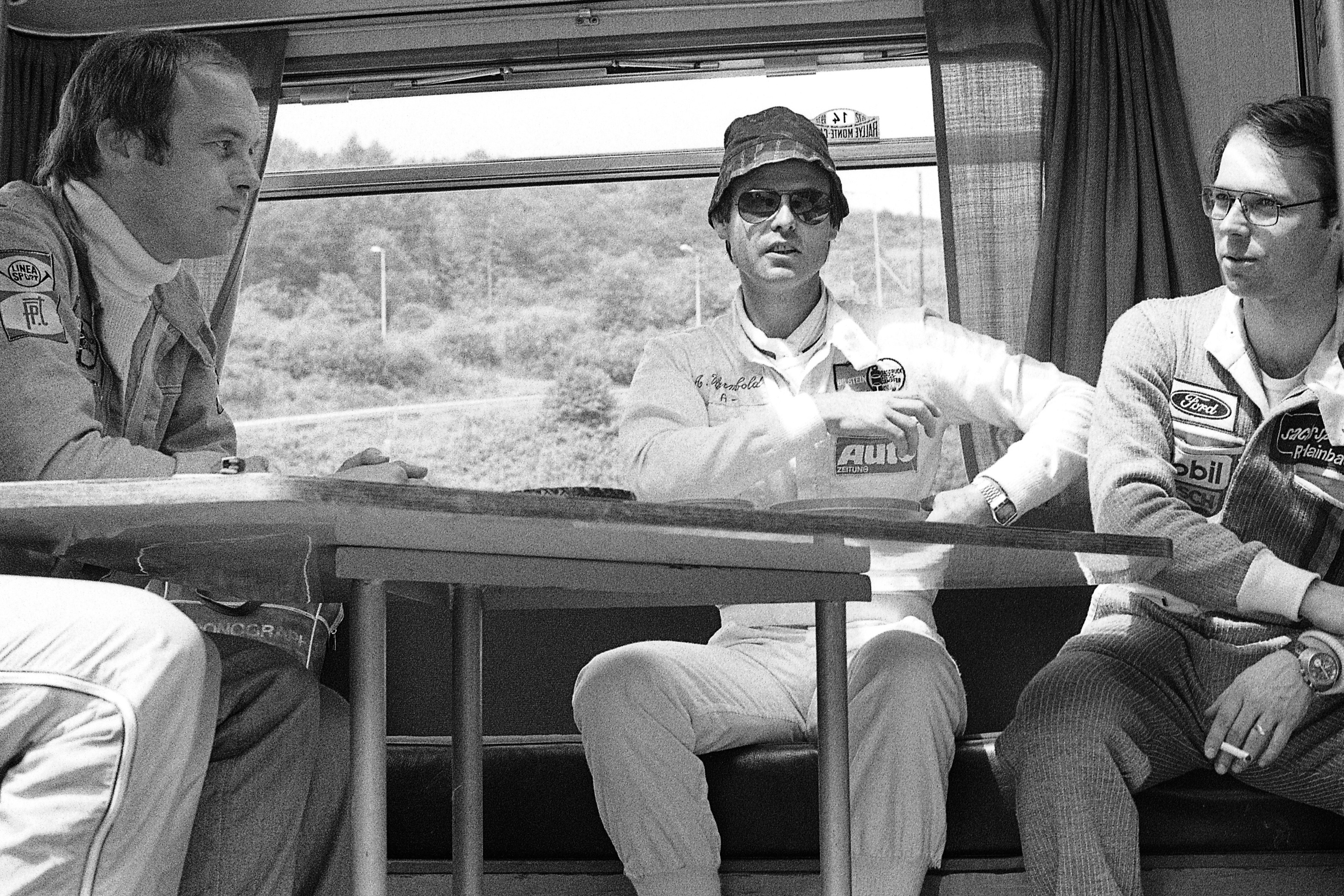
1978: (von links) Knollmann, Achim Warmbold und Reinhard Hainbach

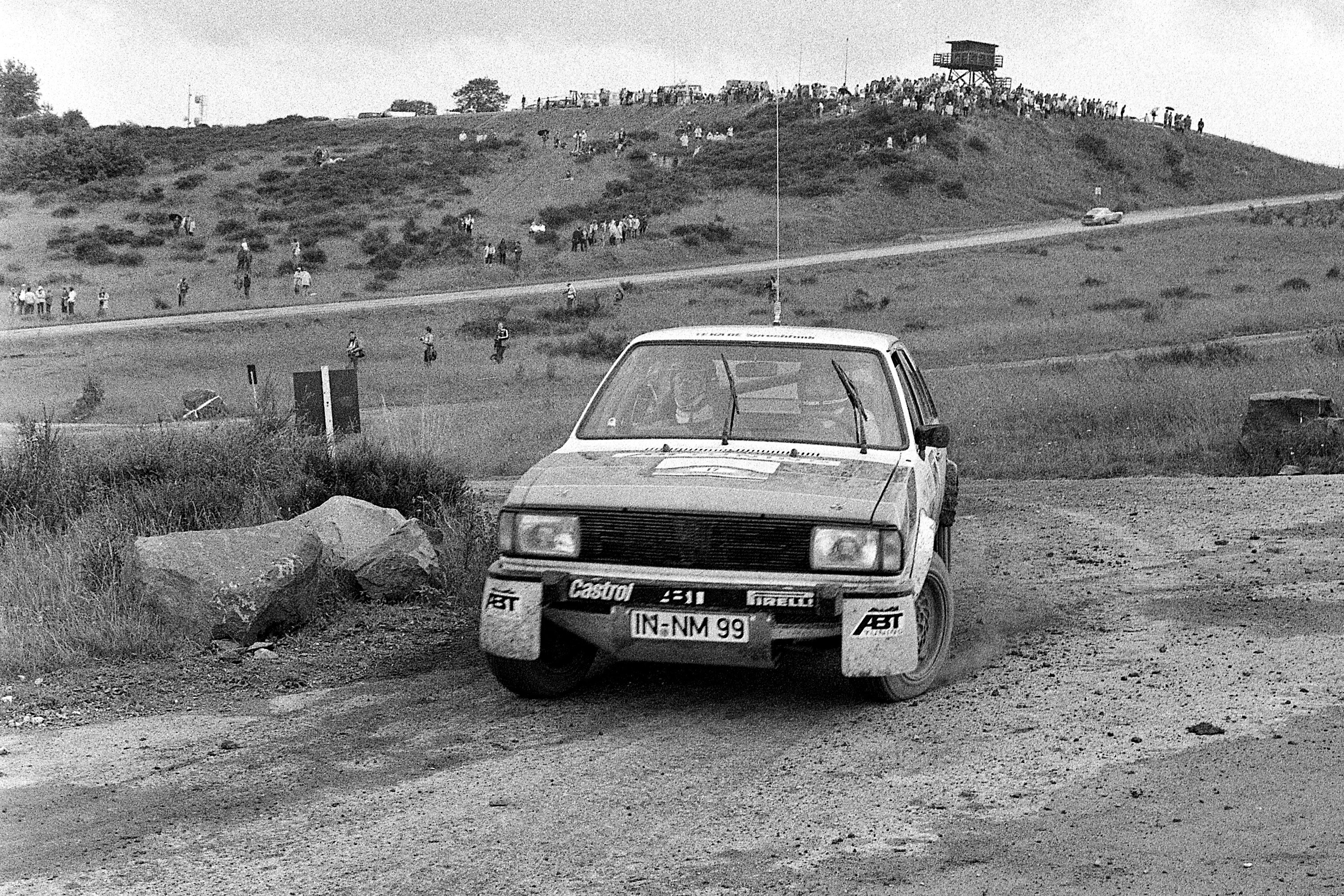
Knollmann und Hopfe (Audi 80 GTE) bei der Hunsrück-Rallye 1978

Joachim Karl Knollmann (* 3. Januar 1947 in Herford; † 13. August 2023) war ein deutscher Rallyefahrer.

## Karriere
Joachim Knollmann war ein ehemaliger deutscher Renn- und Rallyefahrer, auch unter seinen beiden Spitznamen „Candy“ und „Knolli“ bekannt, der seit seinem 17. Lebensjahr Motorsport betrieb. Unter anderem war er als Opel-, VW-, Saab- und Audi-Werksfahrer mit über 200 Klassen-, Gruppen- und Gesamtsiegen bei Rallyes und Rundstreckenrennen erfolgreich. Wegen seines allen Freuden zugeneigten Lebens bezeichneten ihn bekannte Motorsport-Reporter wie Dieter L. Scharnagl und Rainer Braun als „Lebenskünstler im Rallye-Auto“ sowie als „einer der wenigen, der absolute Lebensfreude mit hoher Professionalität verband“. Knollmann beendete seine Karriere als Werksfahrer 1981, nahm aber auch danach noch viele Jahre an historischen Rennen und Rallyes teil.
Joachim Karl Knollmann begann seine Motorsportkarriere 1965 mit 17 Jahren beim Rhein-Ruhr-Racingteam als Co-Pilot. Bis 1969 startete er bei Rallyes mit wechselnden Fahrern auf unterschiedlichsten Fahrzeugen – vom Glas 1304 über NSU TTS und BMW 1.800 TI/SA – und übernahm schon ab 1967 immer öfter das Volant bei Sonderprüfungen. Beim Vorläufer zum 24 Std.-Rennen wurde er 1969 von Günter Irmscher (Opel Tuner) entdeckt, der ihn daraufhin für einige Rallyes mit dem Ziel verpflichtete, für ihn das erste Opel-Markenpokal-Rennen auf dem Nürburgring zu bestreiten. Hier musste „Candy“ – 1969/70 fuhr er unter diesem Pseudonym, da sein damaliger Arbeitgeber „gefährliche Sportarten“ verbot – mit Kardanwellen-Schaden an zweiter Stelle liegend, aufgeben.
1970 bestritt er erst noch für Irmscher, dann durch Opel lanciert, für Steinmetz verschiedene Rallyes auf dem Rallye-Kadett 1.100. Auf der Rundstrecke gewann er die Klasse auf dem Commodore GS/E beim Flugplatzrennen Diepholz und beim 6 Std. Rennen auf dem Nürburgring. Beim Opel-Rennen belegte er den zweiten Platz hinter Jean Ragnotti aus Frankreich. Größter Rennerfolg war jedoch der Klassensieg und vierte Platz im Gesamt beim Int. 36 Std. Rennen auf dem Nürburgring auf einem rechtsgesteuerten englischen 3 Liter Ford Capri mit den britischen Fahrern Holman Blackburn und Johnny Moss. Das war der erste internationale Erfolg für den Ford Capri.
1971 erfolgte die Verpflichtung durch das Opel-Team „van Eupen“ in Essen. Beim ersten Start als Semi-Profi auf einem Opel Kadett 1900 Gr.1 bei der Bayrischen Winter-Rallye – übrigens Walter Röhrls erstem Werks-Einsatz für Ford – wurde er 6. im Gesamt knapp hinter dem Regensburger. Nach zwei Läufen zur Deutschen Rallyemeisterschaft lag „Knolli“ auf dem 2. Platz hinter „Zacki“ Zweibäumer und stieg um auf den neuen Ascona A mit dem sogenannten „Crossflow“-Motor. Technische Defekte führten zu Ausfällen und Frust. Danach pausierte er – wg. Heirat, Kind und Beruf – und fuhr bis 1975 nur drei „Lust-Rallies“. 1973 gelang der Gesamtsieg bei der Harz-Winter-Fahrt, der ersten Rallye in Deutschland mit Spikesverbot.
1975 verpflichtete VW-Sportleiter Reinhard Rode, nachdem Knolli u. a. die Ostwestfalen-Rallye auf einem Porsche Carrera gewann und auf diesem Fahrzeug Spitzenplätze bei EM- und DM-Läufen belegt hatte, ihn und Freddy Kottulinsky den Werks-Jägermeister-Golf Gr. 1 mit 85 PS zu fahren. Mehreren erfolgreichen Einsätzen folgte der Auftritt beim letzten WM-Lauf, der RAC-Rallye Großbritannien. In der letzten Nacht auf einem hervorragenden 28. Platz im Gesamt liegend, traf Knolli in den Wäldern des Kilder Forest eine versteckte Beton-Brücke, Riss ein Federbein des Golf ab und musste aufgeben.
1977 wurde er auf einem VW Polo Gr. II – von VW Motorsport aufgebaut, Motor, Getriebe von ABT-Motorsport unter der Bewerbung von Winfried Matter – „Ohne Matter platter!“ – zum Jäger von Kromm/Inhester auf Ford Escort 1300. Bestes Ergebnis 6. Platz im Gesamt und Klassensieger bei der Ostwestfalen-Rallye, EM- und DM-Lauf. Bei der „Jochen-Rindt-Show“ (heute Essen-Motor-Show), Ende November 77 weihte Prof. Jürgen Stockmar (damals Leiter der Fahrwerksentwicklung bei Audi) ihn in die Pläne Audis zur Quattro-Entwicklung ein und macht ihm das Angebot als erster Audi-Werksfahrer die Deutsche Rallyemeisterschaft 1978 zu bestreiten.
Mit dem AUDI 80 GT/E 1,6 L Gr. II wurde es für AUDI ein gelungener Auftakt. Knolli bekam von Stockmar eine klare Aufgabenstellung: „Belasten Sie das Auto bis zum Äußersten, damit unsere Mechaniker lernen, was alles an einem Rallyeauto kaputt gehen kann!“. Bei insgesamt 11 Meisterschaftsläufen belegte er mit 7 Klassensiegen, einem 2. und einem 3. Platz in der Klasse, 8 Mal Plätze unter den ersten 10 im Gesamtklassement. Einen Höhepunkt markierte er bei der Hunsrück-Rallye, als er nach dem ersten Tag hinter Röhrl, aber noch vor Bettega (beide Lancia Stratos) auf dem 2. Platz lag. Nach mehreren Reifenschäden beendete er die Rallye am Ende auf Platz 6 im Gesamt.
Audi bot ihm bereits vor Ende der Saison einen Vertrag zur Weiterentwicklung des Quattro-Projektes an, allerdings mit der Auflage nach Ingolstadt oder München umzuziehen. Knollmann hatte andere Pläne und hatte sich zwischenzeitlich zu 50 % bei einer ostwestfälischen Marketingagentur eingekauft. Er sah da schon sein Lebensziel mehr im erlernten Beruf und nahm deshalb ein attraktives Angebot aus Schweden an. So wurde er erster und einziger Nichtskandinavier, der je einen Saab-Werksvertrag erhielt. Im Team Saab Deutschland bestritt er dann alle Läufe zur Deutschen Rallyemeisterschaft 1979 und trat mit dem Saab 900 Turbo in der Gruppe 1 an. Auf dem – zu der Zeit mit 1250 kg schwersten – Rallyegerät errang er 7 Klassensiege. Wegen technischer Defekte musste er in 11 DRM-Läufen vier Streichresultate nehmen, war vier Mal unter den ersten 10, ein Mal 11. und ein Mal 12. im Gesamt.
Die Rallye-Saison 1980 begann für Knolli bei der Sachs-Winter-Rallye und jetzt auf dem Saab 99 Turbo gleich mit erneutem Pech. Nach guter Vorstellung, an 6. Stelle im Gesamt liegend, verabschiedete sich ein Zylinder. Der Teamchef Technik, der legendäre Erich Schmidt aus Ludwigshafen, legte den Zylinder still, so dass Knolli mit drei Zylindern das Ziel auf dem 11. Platz im Gesamt beendete. Danach reifte bei ihm der Entschluss, dem Profi-Rallyesport Adieu zu sagen. Er gründete zum 1. April 1980 seine JK Werbeagentur und bat Saab um Entlassung aus dem Vertrag. Saabs Antwort war, fahr die Saison zu Ende und du bekommst von uns Aufträge. Auf aussichtsreichen Plätzen liegend, z. B. bei der Metz-Rallye auf Platz 4 im Gesamt liegend, bremsten Motorschäden und andere technische Defekte den Saab aus. Bei der Saarland-Rallye lag er vor der letzten langen Nacht-Sonderprüfung, einem Rundkurs, auf dem 4. Platz im Gesamt. Dann blockierte ihn ein langsamerer Teilnehmer in einem Waldstück so, dass er auf den auffuhr. Mit vernichteten Scheinwerfern musste er Maximalzeit nehmen und wurde hinter Ola Strömberg auf dem Saab 99 Gr.II siebter im Gesamtklassement.
Bei der Rallye Vorderpfalz erwischte es ihn richtig. Auf der Königsetappe, Waldleiningen, platzte ihm mit ausgedrehtem Motor bei 200 km/h in einer Rechtskurve vorn links der Reifen und er machte einen fürchterlichen Abflug mit sieben Überschlägen. Legendär ist, dass er sich – beide Piloten blieben unverletzt – danach bei seinem Teamleiter vorstellte und ihm die Türklinke, die er sich eingesteckt hatte, mit den Worten vorlegte „Die ist noch ok! Alles andere ist Schrott!“ „Da hat mir doch der liebe Gott, mit dem Knüppel auf’s Dach gehauen, damit ich aufhöre!“ waren seine Worte und beendete mit einem letzten Start bei der Metz-Rallye 1981 (retired) offiziell mit einer großen Party für seine Freunde die Profilaufbahn.
Auch nach Beendigung seiner aktiven Fahrerlaufbahn war er immer noch auf vielen privaten und öffentlichen Oldtimer-Veranstaltungen präsent. Er gewann u. a. auf einem Ford Mustang Bauj. 65 des Kienen-Racingteams, 1997 und 1998 den Historic-Marathon (4 Std.) und 2001 auf einem BMW 1800 TI/SA den HRA-EM-Lauf beim Oldtimer-Grand Prix auf der Nordschleife des Nürburgrings. Unvergessen ist auch seine Teilnahme an der karitativen Oldtimer-Rallye Zündfunke Classics im Jahr 2013, bei der er in einer Wertungsprüfung mehr als 17 Minuten vor dem Hauptfeld ins Ziel kam, weil er seine eigene Interpretation des Roadbooks verteidigte.

## Privates
Parallel zu seinen Motorsport-Aktivitäten gründete Knollmann im Jahr 1982 eine eigene Werbeagentur. Knollmann war verheiratet, hatte eine Tochter und lebte in Gütersloh.

## Statistik

### Erfolge (Auswahl)
- 1970 Internationale AvD-Rallye Wiesbaden, Co-Pilot Harald Andersen auf Opel Kadett B
- 1971 Vltava Rallye, Tschechoslowakei, als erstes West-/Ostteam auf Opel Ascona A mit Co-Pilot Jiri Nejtek
- 1973 Daily Mirror RAC Rallye (England) mit Beifahrer Manfred Drossel auf Opel Ascona
- 1978 Deutsche Rallye-Meisterschaft mit Beifahrer Klaus Hopfe in einem Audi 80 B1 / später B1 Facelift
- 1978 Sachs-Winterrallye (1. Platz in Kategorie bis 1600 cm³, 5. Platz gesamt, 1. Lauf zur DM, 7. Lauf Europameisterschaft auf Audi 80 GTE)
- 1979 Internationale Sachs Winter Rallye mit Wolf-Rüdiger Ladwig auf SAAB 99 Turbo
- 1987 Sachs Winter Rallye mit Co-Pilot Dieter Ljubocevic auf Lancia Delta HF 4WD
- 2001 Historic Rallye Cup mit Franz Fölling
- 2007 6. ADAC Vorderpfalz Classic im Technik-Museum Speyer mit anderen ehemaligen Rallyegrößen, wie Walter Smolej, Ludwig Kuhn, Klaus Fritzinger, Erhard Ricken und auto, motor und sport-Chef Bernd Ostmann
- 2013 Zündfunke Classics (mit Co-Pilot Reinhard Beckord)